# Mariä-Schutz-und-Fürbitte-Kirche zu Fili

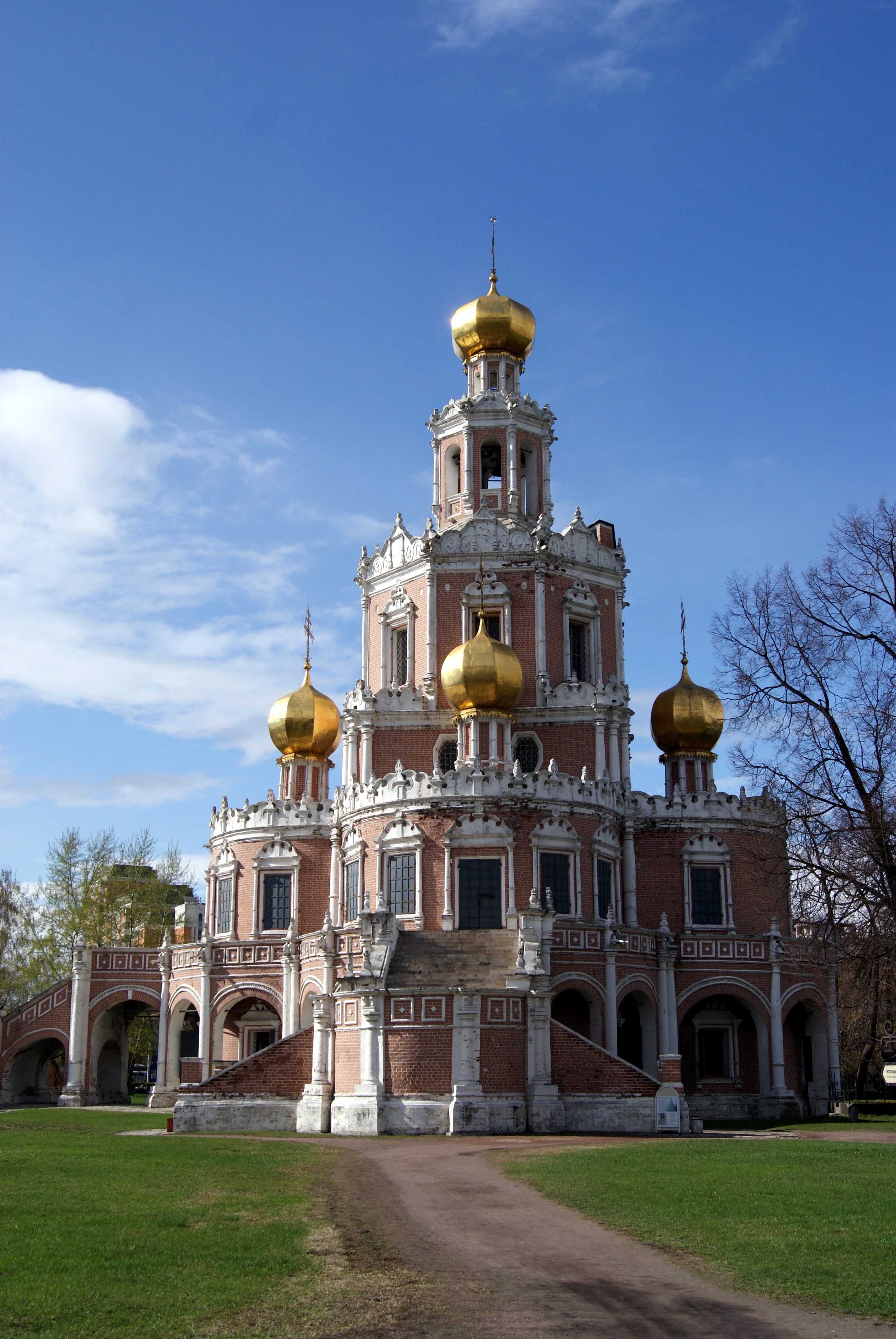
Mariä-Schutz-und-Fürbitte-Kirche zu Fili

Die Mariä-Schutz-und-Fürbitte-Kirche zu Fili (russisch Церковь Покрова Пресвятой Богородицы в Филях, oder abgekürzt Покровская церковь в Филях) ist eine im Stadtteil Filjowski Park im westlichen Verwaltungsbezirk Moskaus gelegene russisch-orthodoxe Kirche im Stil des Naryschkin-Barock, die im 17. Jahrhundert errichtet wurde. Die Kirche steht am Filjowski Park, Nowosawodsskaja-Straße 6 (U-Bahnhof Fili).

## Geschichte
Der Ort Fili wurde 1688 von Peter I. an Lew Kirillowitsch Naryschkin, Bruder von Natalja Kirillowna, übergeben. Seit 1619 stand dort eine Mariä-Schutz-und-Fürbitte geweihte Holzkirche. Im Zeitraum von 1689 bis 1694 wurde die heutige Fili-Mariä-Schutz-und-Fürbitte-Kirche errichtet. 1712 wurde durch einen Brand des Herrenhauses von Lew Kirillowitsch Naryschkin dessen Archiv zerstört, wodurch der Baumeister der Kirche unbekannt ist. Es gibt verschiedene Vermutungen, dass die Kirche von Jakow Buchwostow, Pjotr Potapow, oder einem ukrainischen Baumeister errichtet wurde. Bekannt sind die Namen der Ikonostasenbauer und -maler, Karp Solotarjow und Kirill Ulanow.
Am 7. Juni 1763 besuchte Katharina II. während der Fahrt zu ihrer Krönung die Kirche. Danach wurde das Gotteshaus von Matwei Kasakow restauriert. Während der französischen Invasion 1812 wurde die Kirche teilweise ausgeraubt, beschädigt und als Pferdestall genutzt. Nach dem Krieg folgten eine Restaurierung und die Wiedereinweihung durch den Moskauer Metropoliten Philaret.
1868 verkaufte der Fili-Besitzer Emmanuil Naryschkin das Herrenhaus Fili an den Geschäftsmann Pawel Grigorjewitsch Schelaputin. Der neue Besitzer kümmerte sich um die Pflege von Kirche und Ort. Im Frühjahr 1893 lebte dort der russische Landschaftsmaler Alexei Kondratjewitsch Sawrassow und wurde zu seinem Gemälde Schlammwetter inspiriert.
Unter der Sowjetherrschaft wurde die Kirche im Jahr 1941 wegen des Kriegsbeginns für Gottesdienste geschlossen und während des Kriegs als Hospital genutzt. Die Kuppeln wurden zum Zwecke der Tarnung gegen deutschen Luftangriffe abgerissen. Später wurde die Kirche durch Brandbomben beschädigt. 1954 wurde das Gotteshaus der Architekturakademie UdSSR übergeben. 1955 begann eine bis 1980 andauernde Restaurierung unter der Leitung der Restauratoren Ewgeni Michailowski und Irina Iljenko. 1971 wurde die Kirche als Filiale des Museums für altrussische Kultur und Künste Andrei Rubljow geöffnet.
Seit 1990 wird die Mariä-Schutz-und-Fürbitte-Kirche von der russisch-orthodoxen Kirche und dem Staat gemeinsam genutzt. Im Untergeschoss befindet sich derzeit die Kirche, im Obergeschoss ist das Museum eingerichtet. 2016 wurde die Kirche gänzlich an die Russisch-Orthodoxe Kirche zurückgegeben.

## Beschreibung
Die Mariä-Schutz-und-Fürbitte-Kirche bestand aus zwei getrennten Kirchen, der Unterkirche, die ursprünglich für die Bewohner des Ortes Fili vorgesehen und zur Ehre der Mariä-Schutz-und-Fürbitte geweiht war und der Oberkirche, die dem Abgar-Bild geweiht und von der Naryschkin-Familie für Gottesdienste genutzt wurde. Letztere betritt man über eine repräsentative Freitreppe. Die Kirche gehört zum architektonischen Typ Chram, ische pod Kolokoly (Храм, иже под колоколы, wörtlich übersetzt Unterglockenkirche). Das Kirchengebäude mit den zwei Etagen ist von fünf Zwiebeltürmen bekrönt. Die vier Seitentürme orientieren sich an den Himmelsrichtungen. Im Zentralturm oberhalb der Kuppel, die mit einem Umgang ausgestattet ist, befinden sich die Glocken. Die Wandflächen weisen eine reiche Ornamentierung auf. In der Oberkirche hat sich die Ausstattung aus dem 17. Jahrhundert teilweise erhalten.

## Ansichten

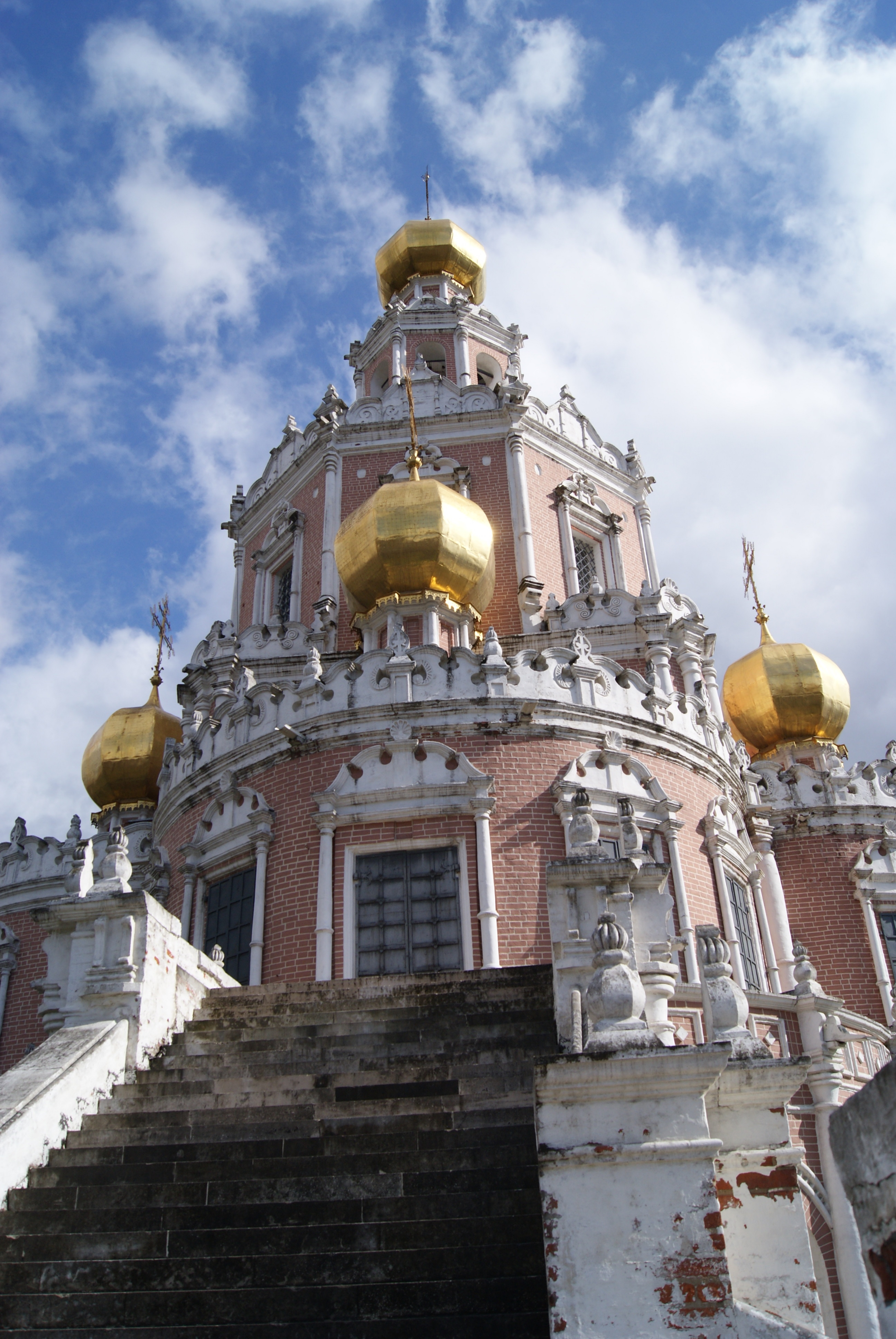
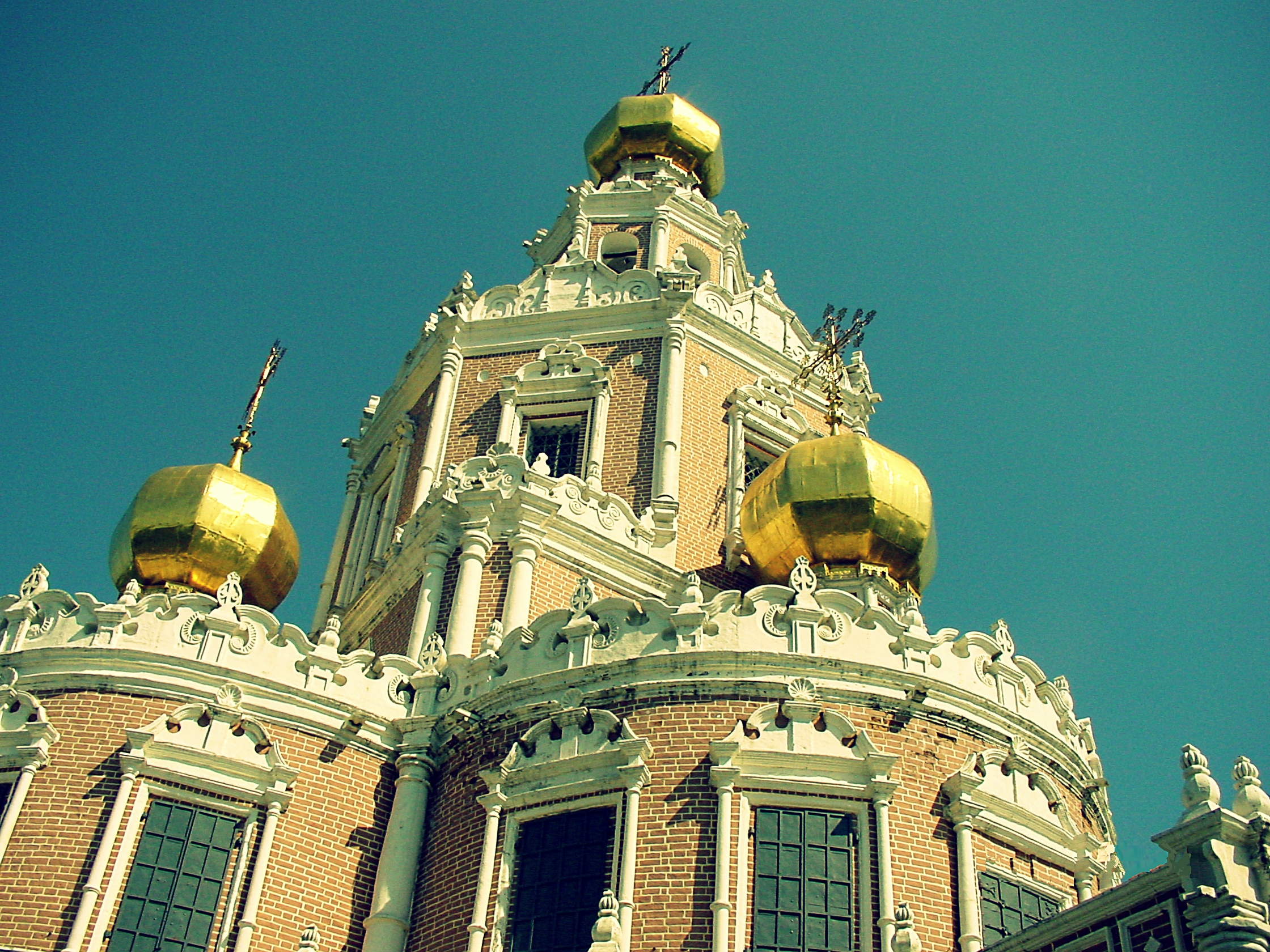
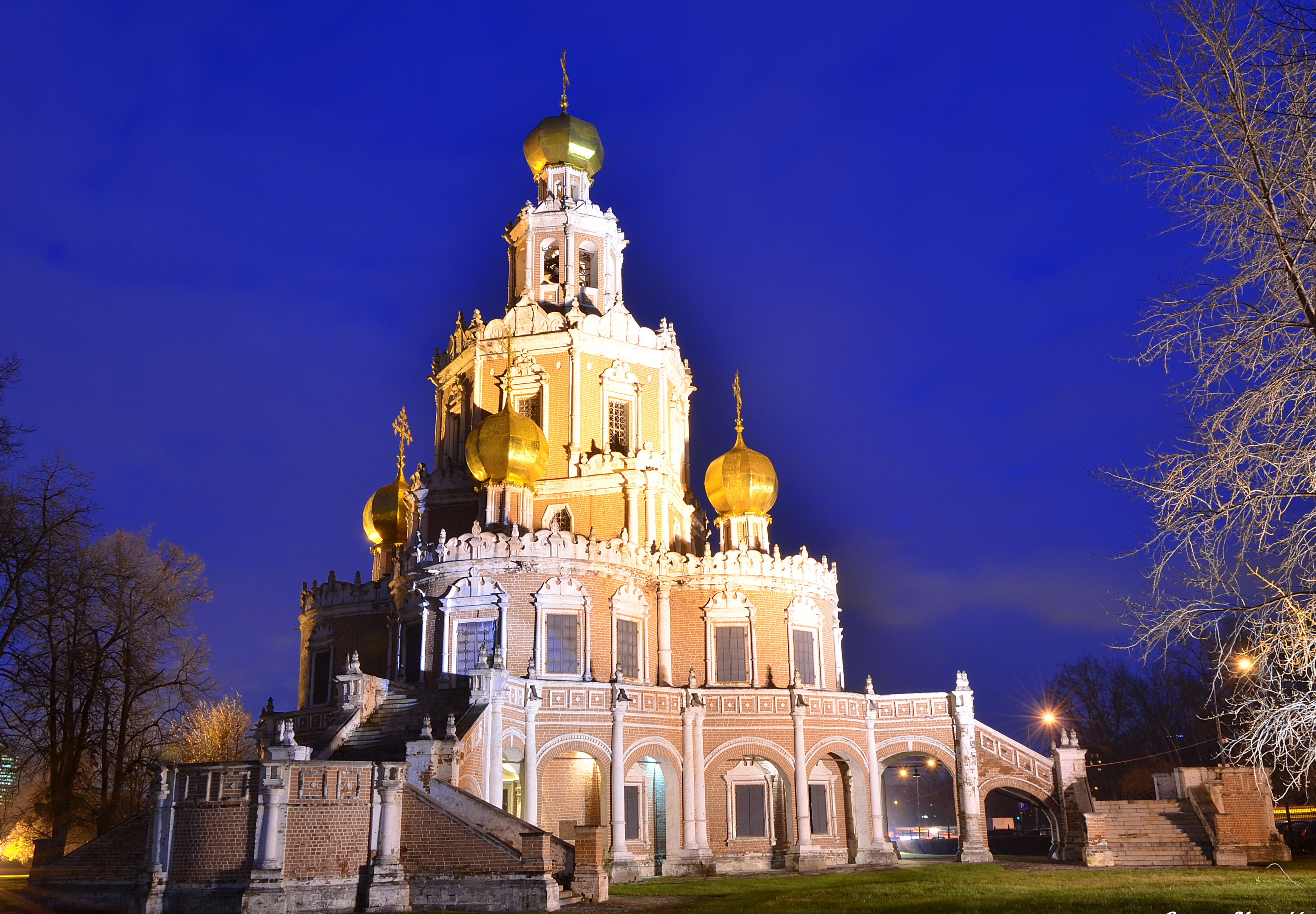
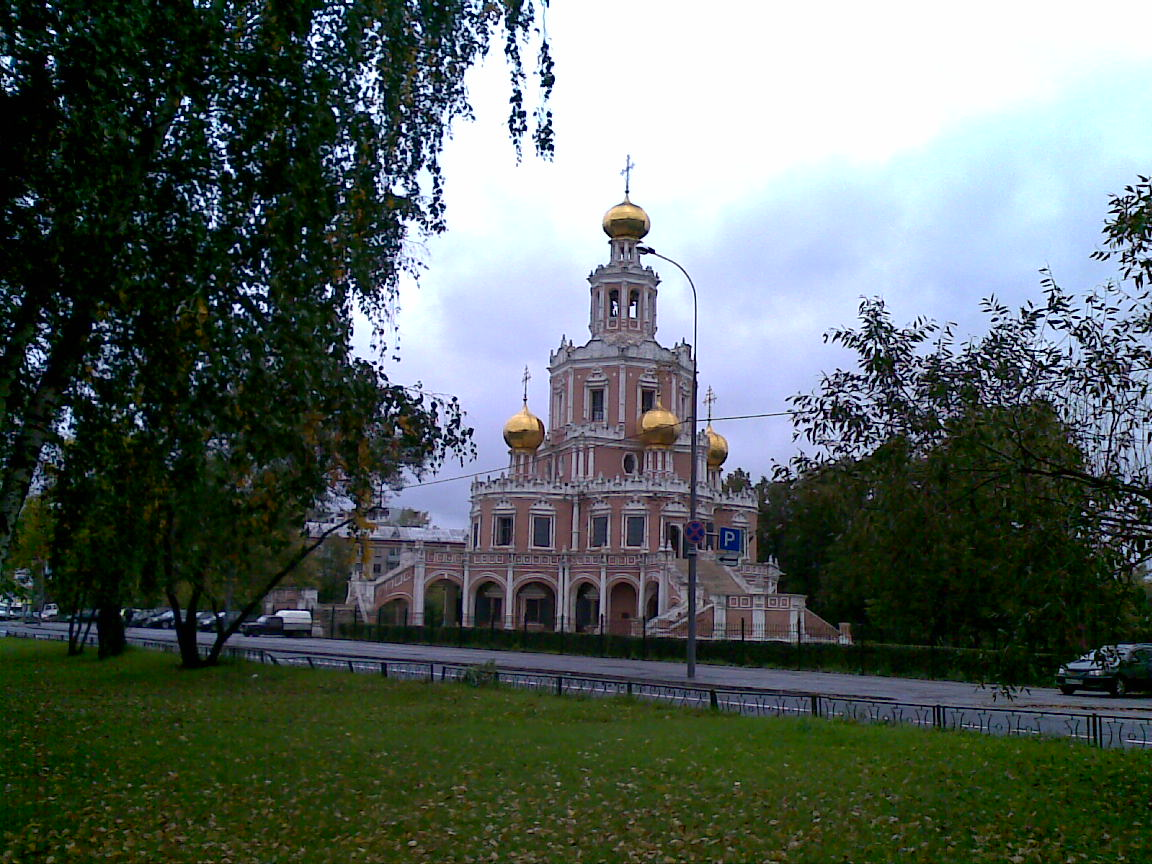
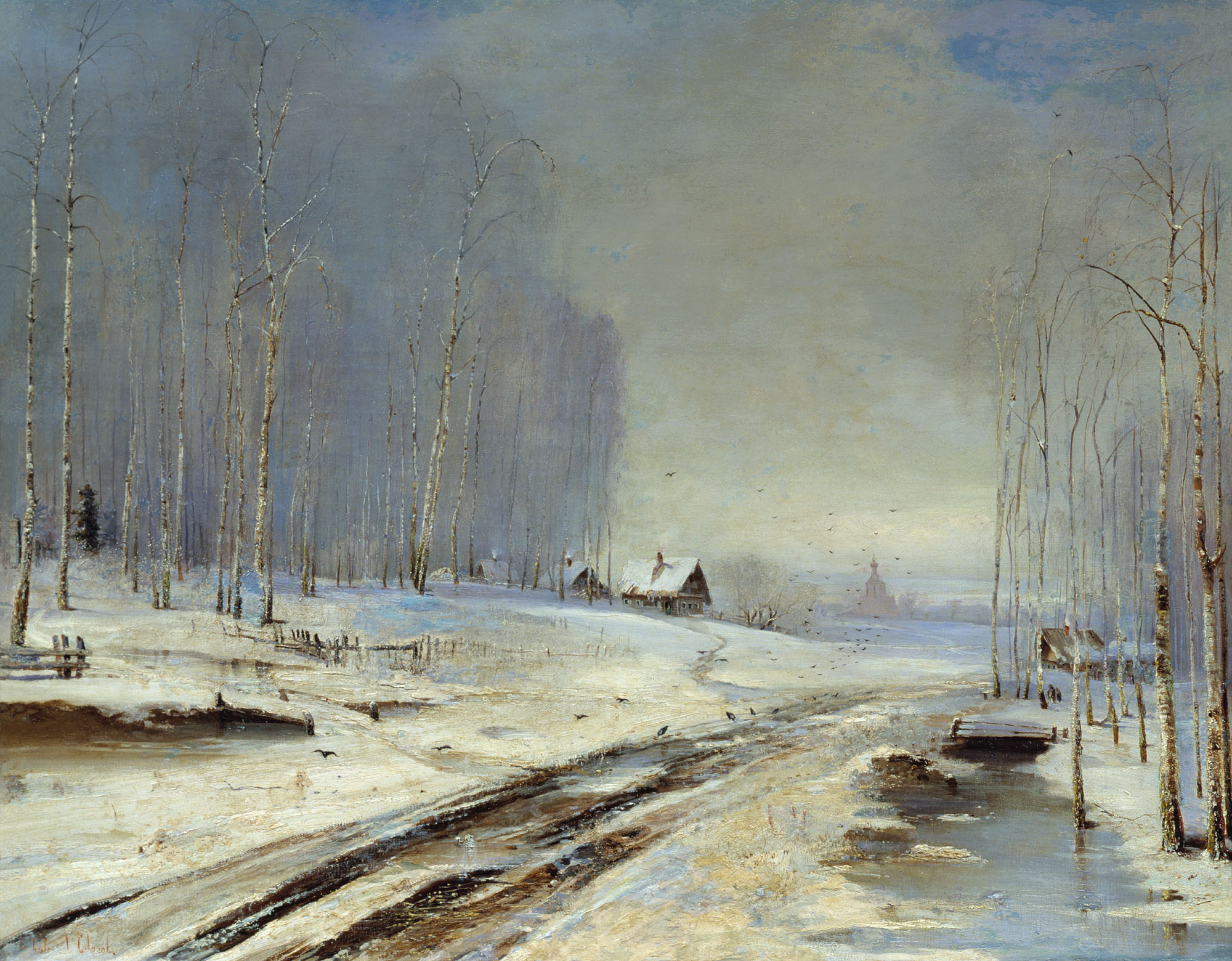
A.K. Sawrassow. „Schlammwetter“